# PAX2
PAX2 (англ. Paired box 2) – білок, який кодується однойменним геном, розташованим у людей на короткому плечі 10-ї хромосоми. Довжина поліпептидного ланцюга білка становить 417 амінокислот, а молекулярна маса — 44 706.
| 10         |  | 20         |  | 30         |  | 40         |  | 50         |
| ---------- |  | ---------- |  | ---------- |  | ---------- |  | ---------- |
| MDMHCKADPF |  | SAMHPGHGGV |  | NQLGGVFVNG |  | RPLPDVVRQR |  | IVELAHQGVR |
| PCDISRQLRV |  | SHGCVSKILG |  | RYYETGSIKP |  | GVIGGSKPKV |  | ATPKVVDKIA |
| EYKRQNPTMF |  | AWEIRDRLLA |  | EGICDNDTVP |  | SVSSINRIIR |  | TKVQQPFHPT |
| PDGAGTGVTA |  | PGHTIVPSTA |  | SPPVSSASND |  | PVGSYSINGI |  | LGIPRSNGEK |
| RKRDEVEVYT |  | DPAHIRGGGG |  | LHLVWTLRDV |  | SEGSVPNGDS |  | QSGVDSLRKH |
| LRADTFTQQQ |  | LEALDRVFER |  | PSYPDVFQAS |  | EHIKSEQGNE |  | YSLPALTPGL |
| DEVKSSLSAS |  | TNPELGSNVS |  | GTQTYPVVTG |  | RDMASTTLPG |  | YPPHVPPTGQ |
| GSYPTSTLAG |  | MVPGSEFSGN |  | PYSHPQYTAY |  | NEAWRFSNPA |  | LLSSPYYYSA |
| APRGSAPAAA |  | AAAYDRH    |  |            |  |            |  |            |

A: Аланін

C: Цистеїн

D: Аспарагінова кислота

E: Глутамінова кислота

F: Фенілаланін

G: Гліцин

H: Гістидин

I: Ізолейцин

K: Лізин

L: Лейцин

M: Метіонін

N: Аспарагін

P: Пролін

Q: Глутамін

R: Аргінін

S: Серин

T: Треонін

V: Валін

W: Триптофан

Кодований геном білок за функціями належить до білків розвитку, фосфопротеїнів. 
Задіяний у таких біологічних процесах, як транскрипція, регуляція транскрипції, диференціація клітин, альтернативний сплайсинг. 
Білок має сайт для зв'язування з ДНК. 
Локалізований у ядрі.